# خالماردن
شهر خالماردن (به هلندی: Galmaarden) در ناحیه اداری ال-ویلوورد در استان فلومیش بربان در منطقه فلاندری در کشور بلژیک واقع شده‌است.